# Braunsdorf (Gemeinde Sitzendorf)
Braunsdorf ist eine Ortschaft und eine Katastralgemeinde der Marktgemeinde Sitzendorf an der Schmida im Bezirk Hollabrunn im westlichen Weinviertel in Niederösterreich. Die Ortschaft hat 172 Einwohner (Stand 1. Jänner 2024). Bis Ende 1970 war Braunsdorf eine eigenständige Gemeinde.

## Geographie
Das Dreieckangerdorf mit gassengruppenartigen Erweiterungen und erhöht gelegenem Schloss mit Kirche liegt etwa 3,5 Kilometer nördlich von Sitzendorf zwischen Goggendorf und Roseldorf östlich der Schmida und wird durch die Landesstraßen 49 und 1145 sowie die nördlich des Ortes vorbeiführende Landesstraße B2 erschlossen.

## Geschichte
Die erste Besiedelung fand im 6. Jahrhundert durch die Langobarden statt. Der im Jahre 1170 erstmals urkundlich erwähnte Ort gehörte zur Herrschaft der Braunsdorfer und gelangte nach dem Aussterben der Braunsdorfer spätestens in der zweiten Hälfte des 15. Jahrhunderts an Stephan von Eyczing.
Eine weitere Änderung der Herrschaftsverhältnisse in Braunsdorf ist vom 13. November 1575 überliefert, als Adam Freiherr von Puchheim auf Karlstein das Dorf an seine Schwägerin, Clara Freiin von Thannhausen, geborene Rogendorf, verkaufte. Das Patronat verblieb jedoch weiterhin bei der Herrschaft Karlstein. Diese fiel 1620 mit dem Patronat über Braunsdorf an die Krone. Braunsdorf wurde teilweise als Eigen und zum Teil als kaiserliches Lehen ausgewiesen, wie aus einem Kaufbrief aus dem Jahre 1666 überliefert ist. Im Jahr 1822 wurde der Ort als Dorf mit 102 Häusern genannt, das über eine Pfarre und eine Schule verfügte. Die Herrschaft Braunsdorf besaß die Ortsobrigkeit, übte die Landgerichtsbarkeit aus und besorgte die Konskription. Die Untertanen und Grundholde des Ortes gehörten den Herrschaften Braunsdorf, Lihtensteinisches Lehngut, Stift Eggenburg, Sitzendorf, Horn, St. Anrdä und Reinprechtspölla. Bis zum Ende der Grundherrschaft im Jahre 1848 wechselte die Herrschaft noch mehrmals den Besitzer, ehe Braunsdorf 1850 selbständige Gemeinde wurde.
Zwischen 1830 und 1870 war Braunsdorf von zahlreichen Katastrophen und Missernten betroffen. So gab es einige Brände und der Ort wurde mehrmals von der Cholera heimgesucht, was dazu führte, dass der Friedhof der Pfarre vergrößert werden musste. Zudem waren nach der Schlacht bei Königgrätz 1866 preußische Truppen im Ort einquartiert. All diese Fakten, verbunden durch die drückende Abgabenlast, die durch die Missernten noch verstärkt wurde, führten zu einer entsprechenden Belastung der Bevölkerung, die erst 1848/49 nach Aufhebung der Grundherrschaft gemildert wurde.
Beim Anlegen einer Sandgrube stieß man 1907 auf ein langobardisches Gräberfeld, wobei vier Skelette zerstört wurden. Ein geborgener Henkelkrug kam 1914 ins Museum nach Hollabrunn. Aus der inzwischen bereits verwachsenen Sandgrube wurden 1932 zwei weitere Körperbestattungen geborgen.
Laut Adressbuch von Österreich waren im Jahr 1938 in der Ortsgemeinde Braunsdorf ein Bäcker, ein Fleischer samt Gastwirtschaft, zwei Gemischtwarenhändler, eine Hebamme, eine Molkereigenossenschaft, zwei Schmiede, ein Schneider, zwei Schuster, ein Wagner, ein Zimmerer und zahlreiche Landwirte ansässig.
Mit 1. Jänner 1971 wurden im Zuge der Niederösterreichischen Kommunalstrukturverbesserung die bis dahin selbständigen Gemeinden Braunsdorf, Frauendorf an der Schmida, Goggendorf und Niederschleinz nach Sitzendorf an der Schmida eingemeindet.

## Kultur und Sehenswürdigkeiten
- Schloss Braunsdorf

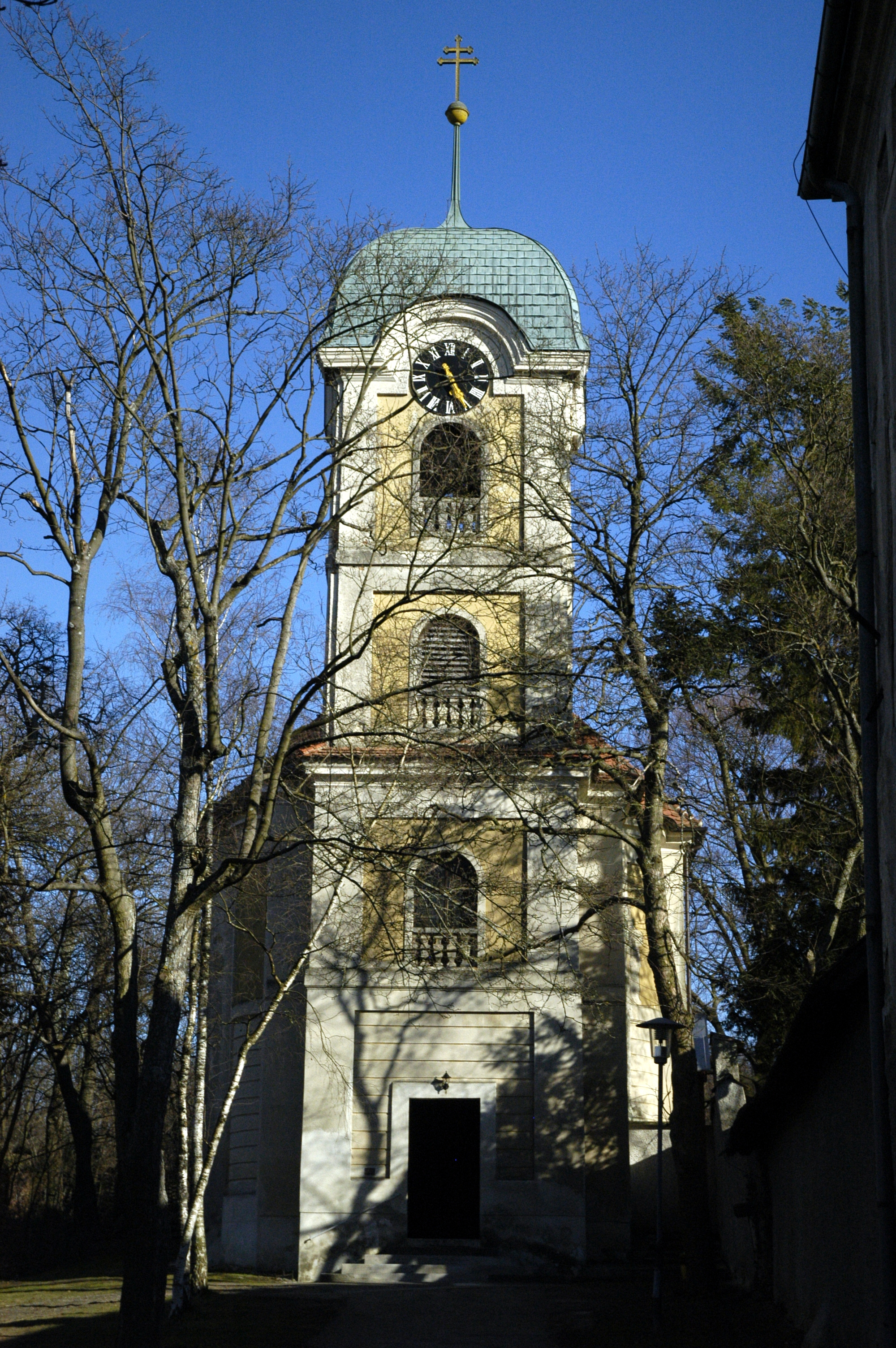
Pfarrkirche Braunsdorf

- Katholische Pfarrkirche Braunsdorf Hll. Peter und Paul
- Bildstock Johannes Nepomuk
- Bildstock Maria Immaculata
- Bildstock Jesus in der Rast
- Bildstock Jollenkreuz